# باریسال-۱
باریسال-۱ (به لاتین: Barisal-1) یک منطقهٔ مسکونی در بنگلادش است که در ناحیه باریسال واقع شده‌است.